# Bauernglatteis

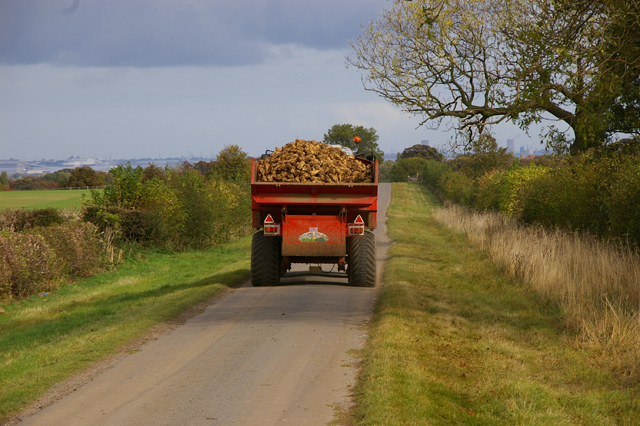
Verschmutzte Straße in der Erntezeit

Bauernglatteis oder Bauernglätte ist in Deutschland eine umgangssprachliche Bezeichnung für Straßenglätte, die durch land- oder forstwirtschaftliche Verschmutzungen der Fahrbahn verursacht wird. Das Phänomen tritt vor allem im Herbst während der Erntezeit auf.

## Beschreibung, Auftreten, Vermeidung
Das sogenannte Bauernglatteis tritt auf, wenn landwirtschaftliche Nutzfahrzeuge, wie zum Beispiel Traktoren, von den Feldern auf befestigte Straßen wechseln. Dabei wird die Fahrbahn häufig durch Lehm- oder Erdklumpen, die in den grobstolligen Reifen oder an den Anbaugeräten der Landmaschinen hängen, durch Stroh oder andere Ernteprodukte verschmutzt. Wird diese Verschmutzung dann durch Regen oder Nebel nass, bildet sich auf der Straße ein Schmierfilm, der eine ähnliche Wirkung wie Glatteis hat und zu einem erhöhten Unfallrisiko führt. Wetter- und erntezeitbedingt tritt diese Form der Glätte vor allem im Herbst und in ländlichen Gebieten auf. Polizei und Automobilclubs warnen regelmäßig vor allem PKW- und Motorradfahrer vor den Gefahren durch Bauernglatteis.
Dabei gilt allgemein für jedes Fahrzeug, dass „der Lenker größere Erdmengen, die an einem Fahrzeug, insbesondere auf seinen Rädern, haften, vor dem Einfahren auf eine staubfreie Straße zu entfernen hat“, also ohne Einschränkungen oder Besonderheiten auch für Traktoren, Erntemaschinen und ähnliche landwirtschaftliche Nutzfahrzeuge. Diesbezüglich wird beispielsweise die passende Wahl des Reifenprofils je nach Zustand des Grünlands oder Ackers empfohlen. Das Herunterfallen von Teilen der Ladung fällt allgemein unter Ladegutsicherung und gilt in der Landwirtschaft genauso wie etwa bei Baustellenfahrzeugen und anderen Loseguttransporten. Zur Vermeidung gehört dabei insbesondere die konstruktive Ausstattung oder nachträglich angebrachte Transportnetze und ähnliches, das Gerät nicht allzu voll zu befüllen sowie eine Kontrolle auf Ladegutverlust seitens des Transportierenden.

## Rechtliche Situation
Gemäß § 32 Verkehrshindernisse der Straßenverkehrs-Ordnung (StVO) ist in Deutschland der Verursacher der Straßenverschmutzungen dazu verpflichtet, diese unverzüglich wieder zu beseitigen, wenn dadurch Gefahren für den Straßenverkehr entstehen können. Verschmutzte Straßenabschnitte sind zudem im Sinne der Verkehrssicherungspflicht mit Warnschildern zu versehen. In der österreichischen Straßenverkehrsordnung regelt § 92 Verunreinigung der Straße das Verbot der „gröblichen“ Straßenbeschmutzung und die Auflagen zur Reinigung. In der Verkehrsregelnverordnung (VRV) der Schweiz besagt dies der Art. 59 Schutz der Fahrbahn.